# Albert Einstein ATV
Az Albert Einstein ATV–004 (Automated Transfer Vehicle, magyarul „automatizált szállítójármű” -004) az Európai Űrügynökség ATV sorozatának negyedik teherűrhajója. Az ATV-001 Jules Verne, az ATV-002 Johannes Kepler, az ATV-003 Edoardo Amaldi és az "Einstein" utáni ötödik, az ATV-005 Georges Lemaître nevét viseli.
Nevét a Nobel-díjas német fizikusról, Albert Einsteinről kapta. A több mint húsztonnás európai automata teherűrhajót – amely európai rekord – egy Ariane–5 típusú hordozórakéta segítségével 2013. június 5-én éjjel bocsátották fel a Guyana Űrközpontból, hogy hét tonna ellátmányt - egyebek között élelmiszert, kísérleti berendezéseket, tartalék alkatrészeket, ivóvizet, oxigént és üzemanyagot - szállítson a Föld körüli pályán keringő Nemzetközi Űrállomás hat lakójának.
Feladata volt az űrállomás pályamagasságának korrekciója is.
Az Albert Einstein ATV-4 2013. június 15-én kapcsolódott az űrállomáshoz, majd fél év múlva, október 28-án veszélytelen hulladékot szállítva kapcsolódott le.
A Föld légterébe visszatérve nagyrészt megsemmisül.